# Lassi Parkkinen
Lauri Rikhard „Lassi” Parkkinen (ur. 8 maja 1917 w Varkaus, zm. 3 października 1994 w Espoo) – fiński łyżwiarz szybki, wicemistrz olimpijski i dwukrotny medalista mistrzostw świata.

## Kariera
Przed II wojną światową startował bez większych sukcesów, po jej zakończeniu należał do światowej elity. Pierwszy sukces osiągnął w 1947 roku, kiedy zwyciężył na mistrzostwach świata w wieloboju w Oslo. W zawodach tych wyprzedził bezpośrednio Norwega Sverre Farstada i Szweda Åke Seyffartha. Rok później wystąpił na igrzyskach olimpijskich w Sankt Moritz, zdobywając srebrny medal w biegu na 10 000 m. Przegrał tam z Åke Seyffarthem, a wyprzedził swego rodaka Penttiego Lammio. Na tych samych igrzyskach był też czwarty w biegu na 1500 m, przegrywając walkę o medal z Oddem Lundbergiem z Norwegii. Podczas rozgrywanych cztery lata później igrzysk w Oslo był szósty w biegu na 1500 m i ósmy na dystansie 10 000 m, a biegu na 500 m nie ukończył. Ostatni medal wywalczył na wielobojowych mistrzostwach świata w Hamar w 1952 roku. Rozdzielił na podium Norwegów: Hjalmara Andersena i Ivara Martinsena. W tym samym roku był też czwarty na mistrzostwach Europy w Östersund, gdzie w walce o podium lepszy był reprezentujący Szwecję Kornél Pajor. W latach 1941, 1943, 1944, 1946 i 1952 Parkkinen był mistrzem Finlandii w wieloboju.
Po zakończeniu kariery był między innymi wiceprezesem Fińskiej Federacji Łyżwiarskiej w latach 1954-1960 oraz członkiem komitetu Międzynarodowej Unii Łyżwiarskiej.

### Osiągnięcia
- Mistrzostwa świata w wieloboju
  - złoto – 1947
  - srebro – 1952